# 非洲秃鹳
禿鸛（學名：Leptoptilos crumenifer），又称非洲秃鹳，為鸛科禿鸛屬的鳥類，是最大型的鸛之一，分布於大部分撒哈拉以南非洲地區，通常棲息在稀樹草原或潮濕的內陸環境，有時也包含人類密集活動的區域。

## 特徵

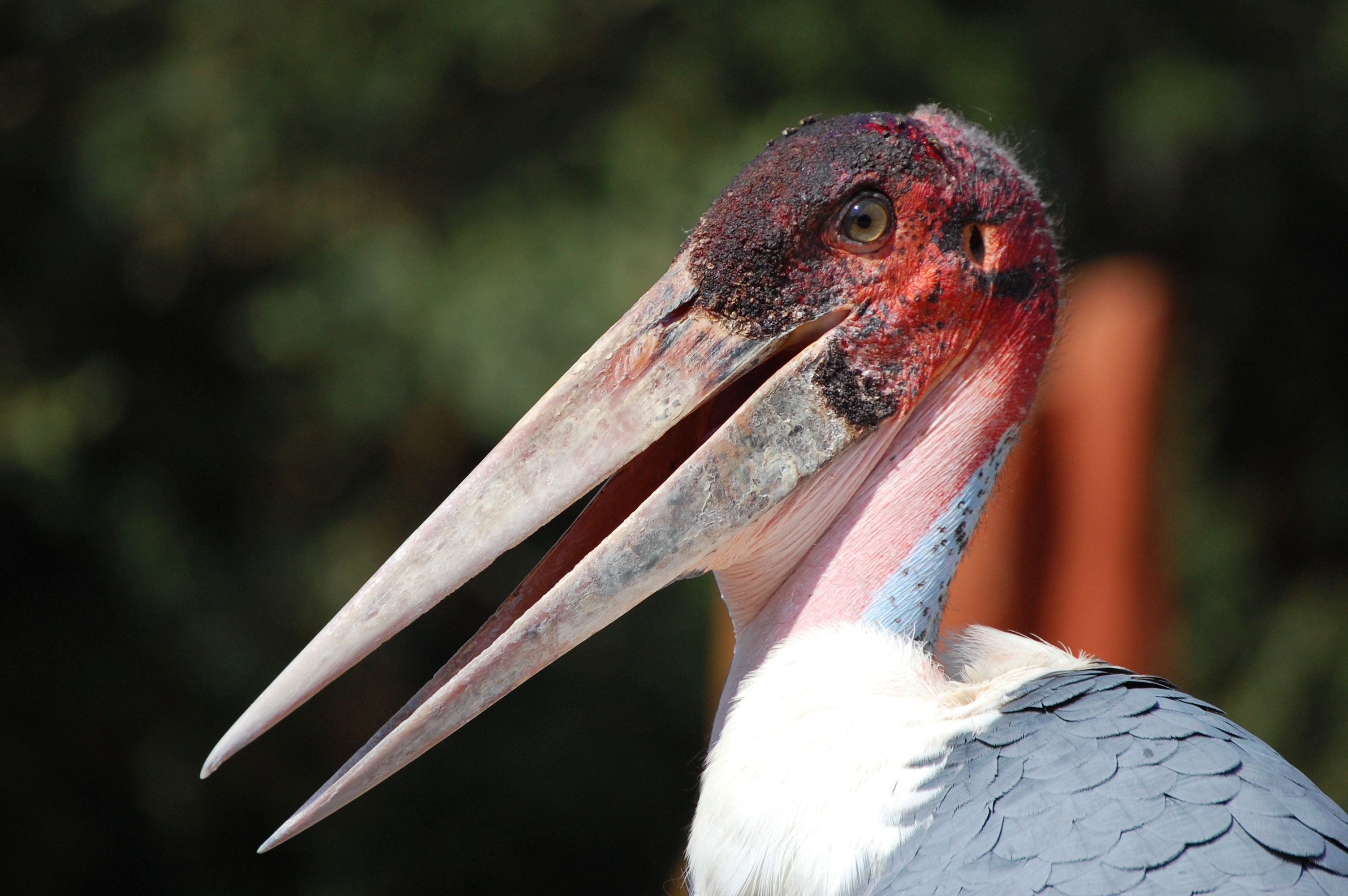
禿鸛頭部特寫

禿鸛是大型的鳥類，最大的標本高達1.5米，重超過9公斤，翼展闊3.2米。一般而言，牠們長1.1-1.4米，翼展闊2.25-2.87米，重4.5-8公斤。牠們飛行時的頸部會縮起，彷彿鷺科。
禿鸛的頭部及頸部沒有毛，背部黑色，腹部白色。牠們的喙也很大，喉嚨附近有粉紅色的囊。雙腳及翼都是黑色的。雄鳥及雌鳥很像，但雛鳥較為褐色，喙較細小。雛鳥要達4歲才達至完全成熟。

## 行為

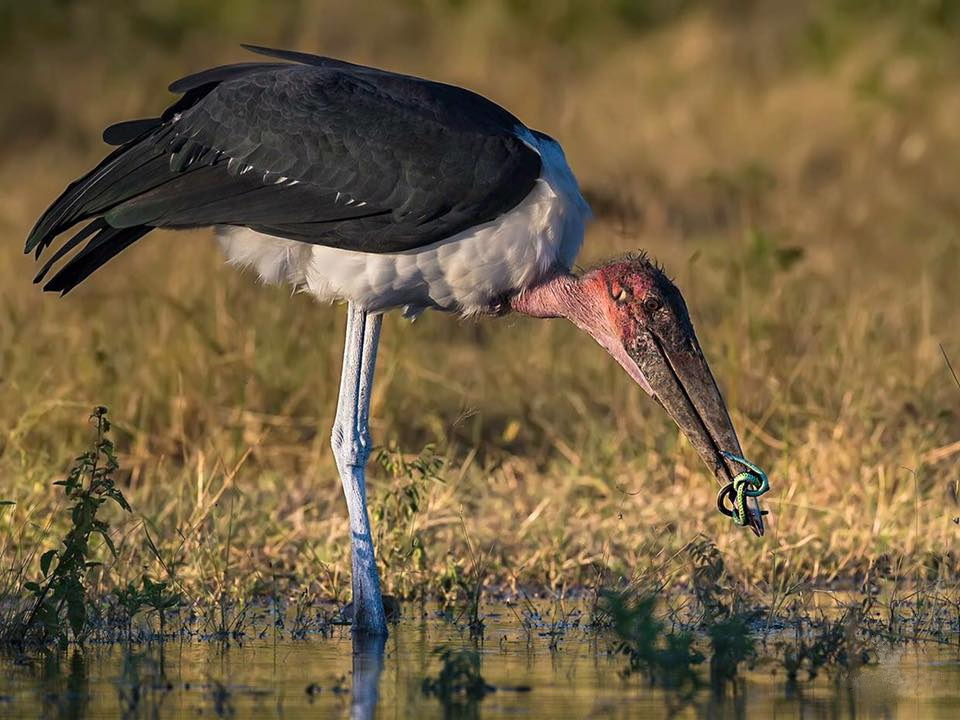
捕食一條蛇的禿鸛，攝於波札那喬貝國家公園

禿鸛是群居及有地盤的。在旱季，牠們會在樹上築巢，每胎產2-3隻蛋。
禿鸛很少出聲，示愛時其喙會發出咔嗒咔嗒聲。喉嚨上的囊亦可以發出不同的聲音。
禿鸛是食腐動物。牠們的頭部及頸部沒有羽毛，就是一種適應性，因為若有羽毛的話，羽毛會黏上屍體的血及其他物質，很難保持清潔。
牠們也會吃其他細小的哺乳動物及爬行動物，包括白蟻、魚類、蝗蟲、草蜢、毛蟲、青蛙、蛇、齧齒目、鱷魚蛋及幼鱷、紅嘴奎利亞雀雛鳥、鴿、火烈鳥、鸕鶿雛鳥及鵜鶘雛鳥。在繁殖季節，成年禿鸛會減少腐肉的消耗，並捕食大部分活的小獵物，因為雛鳥需要這種食物才能生存。
當以腐肉為食時，禿鸛會經常跟隨兀鷹，因為禿鸛的喙不適合撕肉，所以選擇等待禿鷹將其扔掉，或直接從禿鷹中偷一塊肉。

## 用途
禿鸛絨羽經常用來裝飾衣服及帽子，還有擬餌。

## 图片

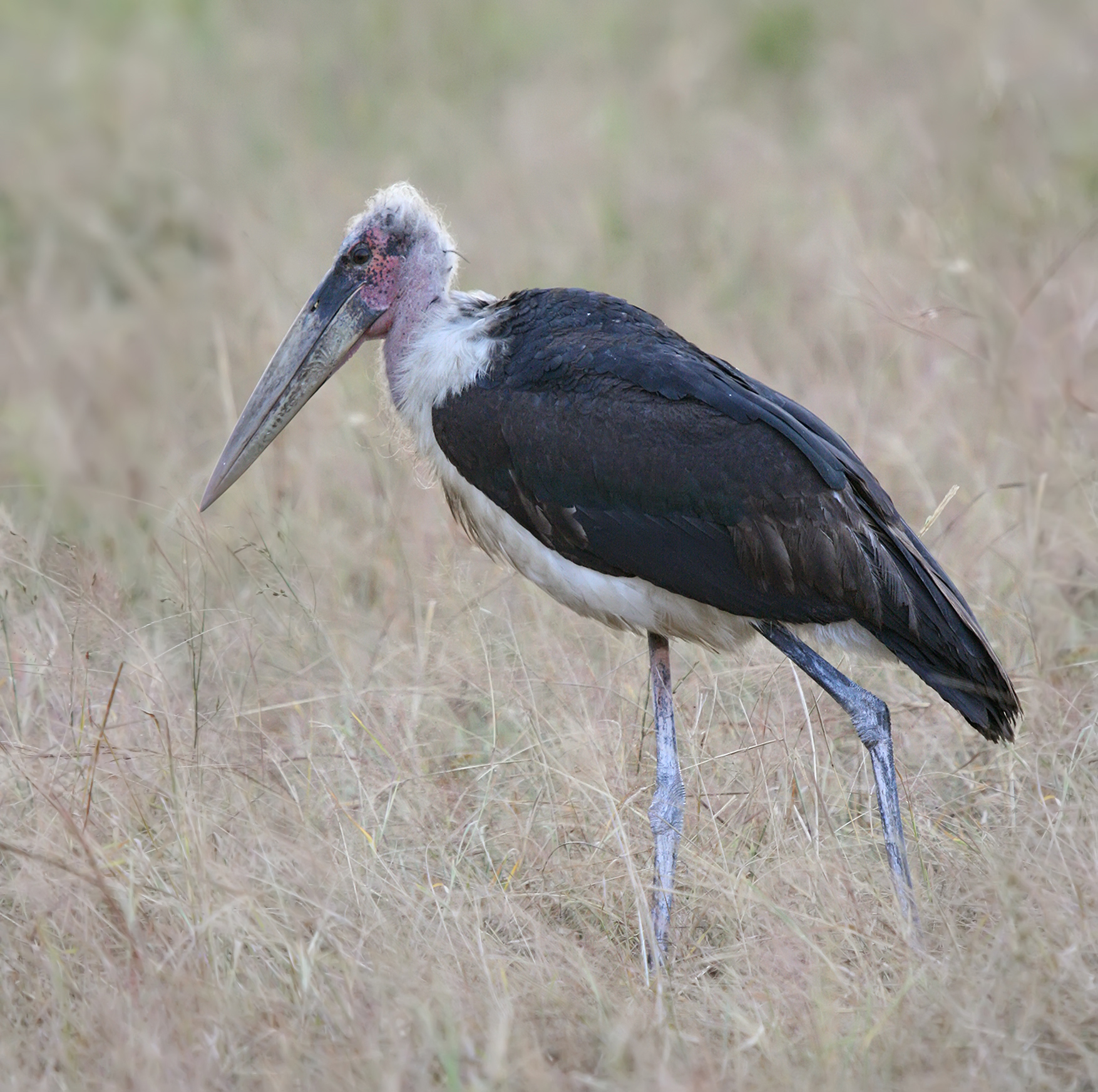
坦桑尼亚 米庫米國家公園
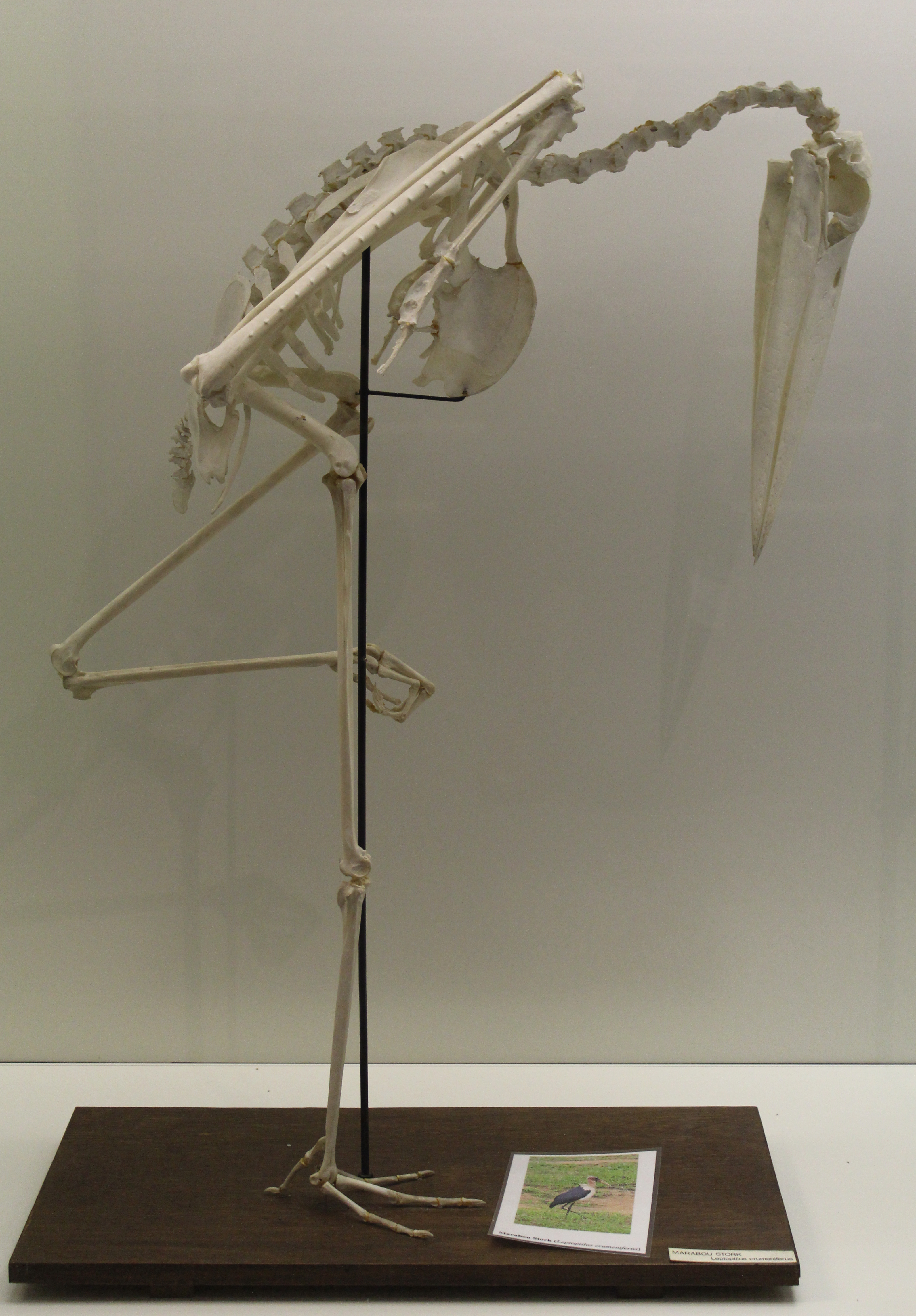
骨架
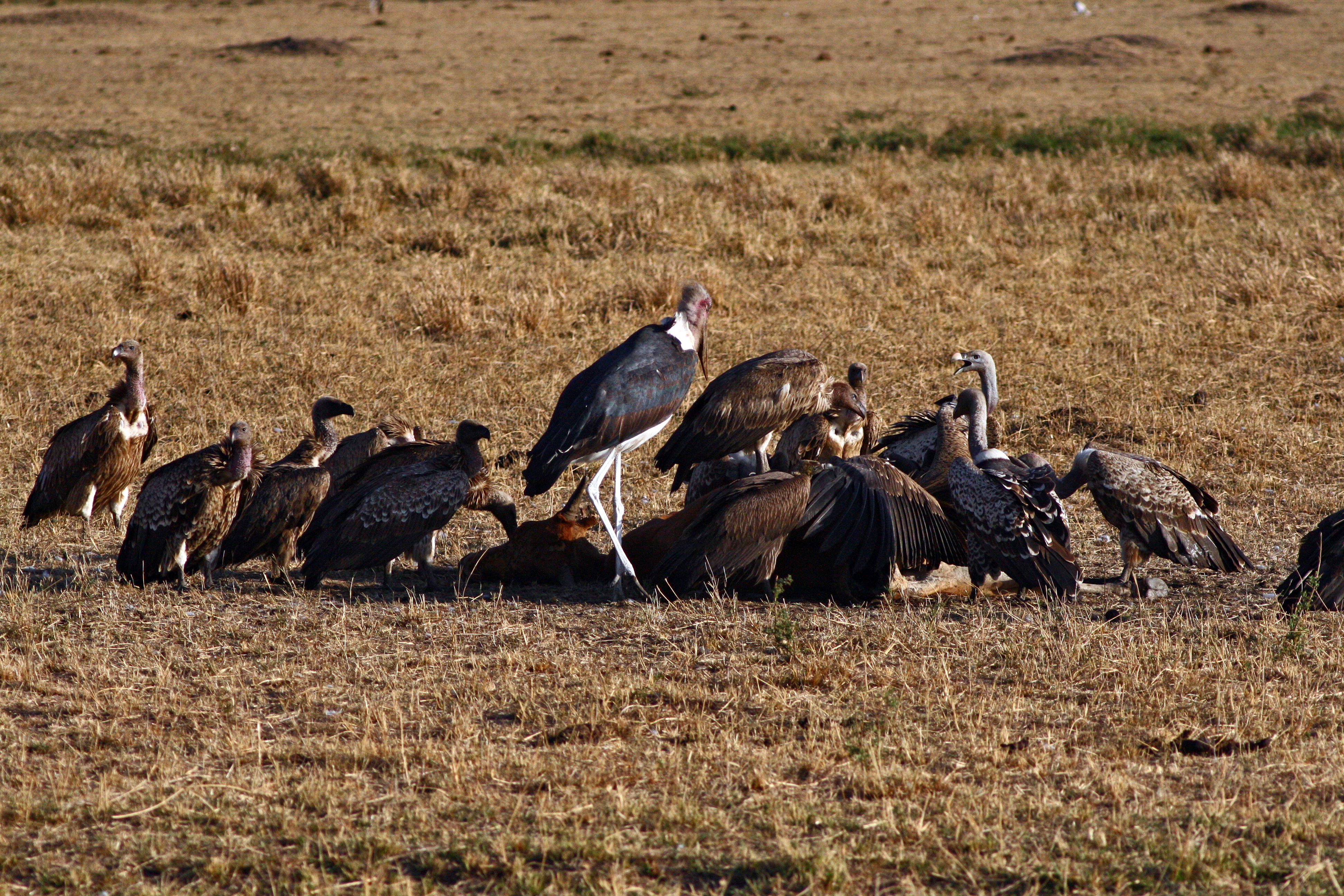
禿鸛和西域兀鹫，位于肯尼亚马赛马拉
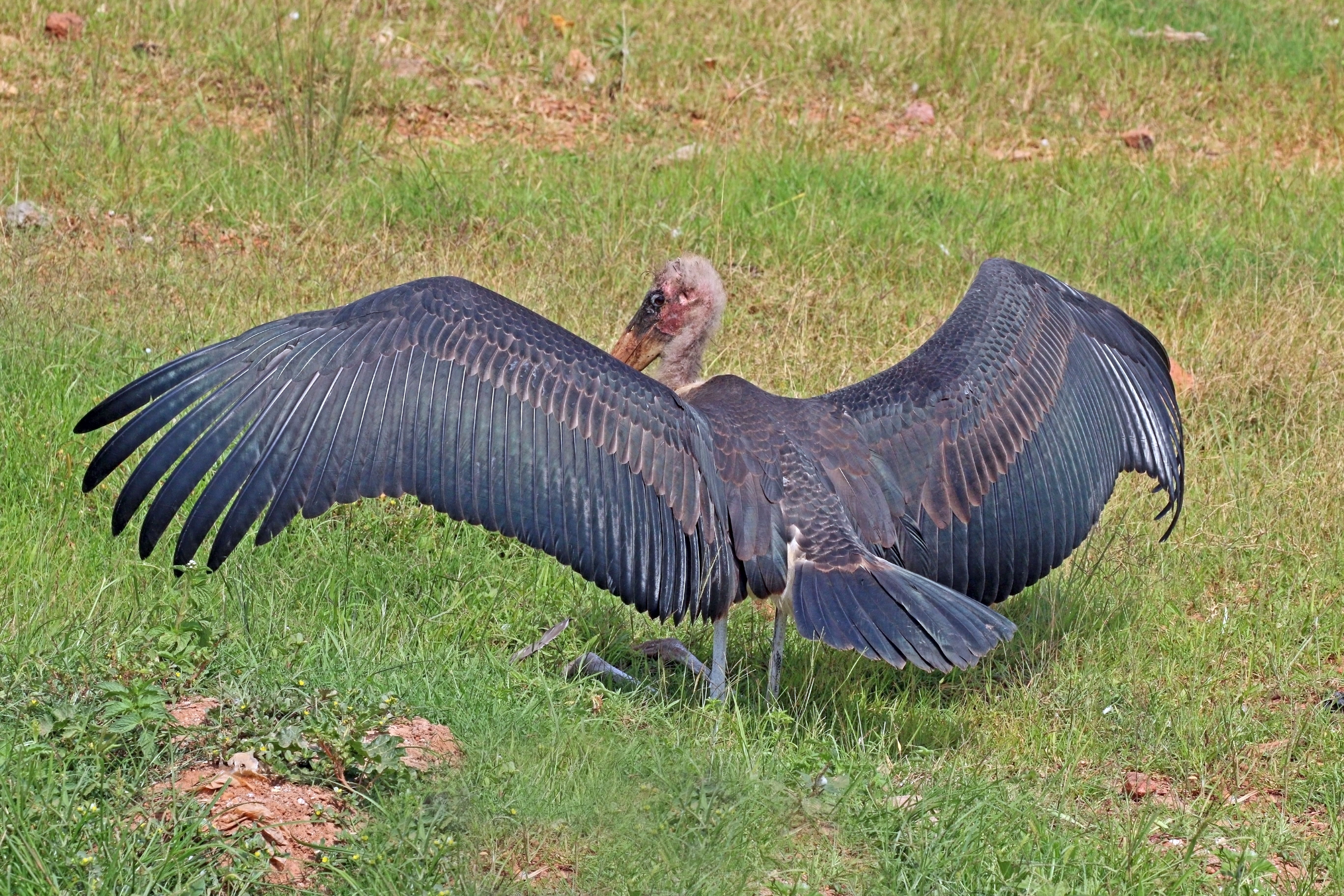
乌干达
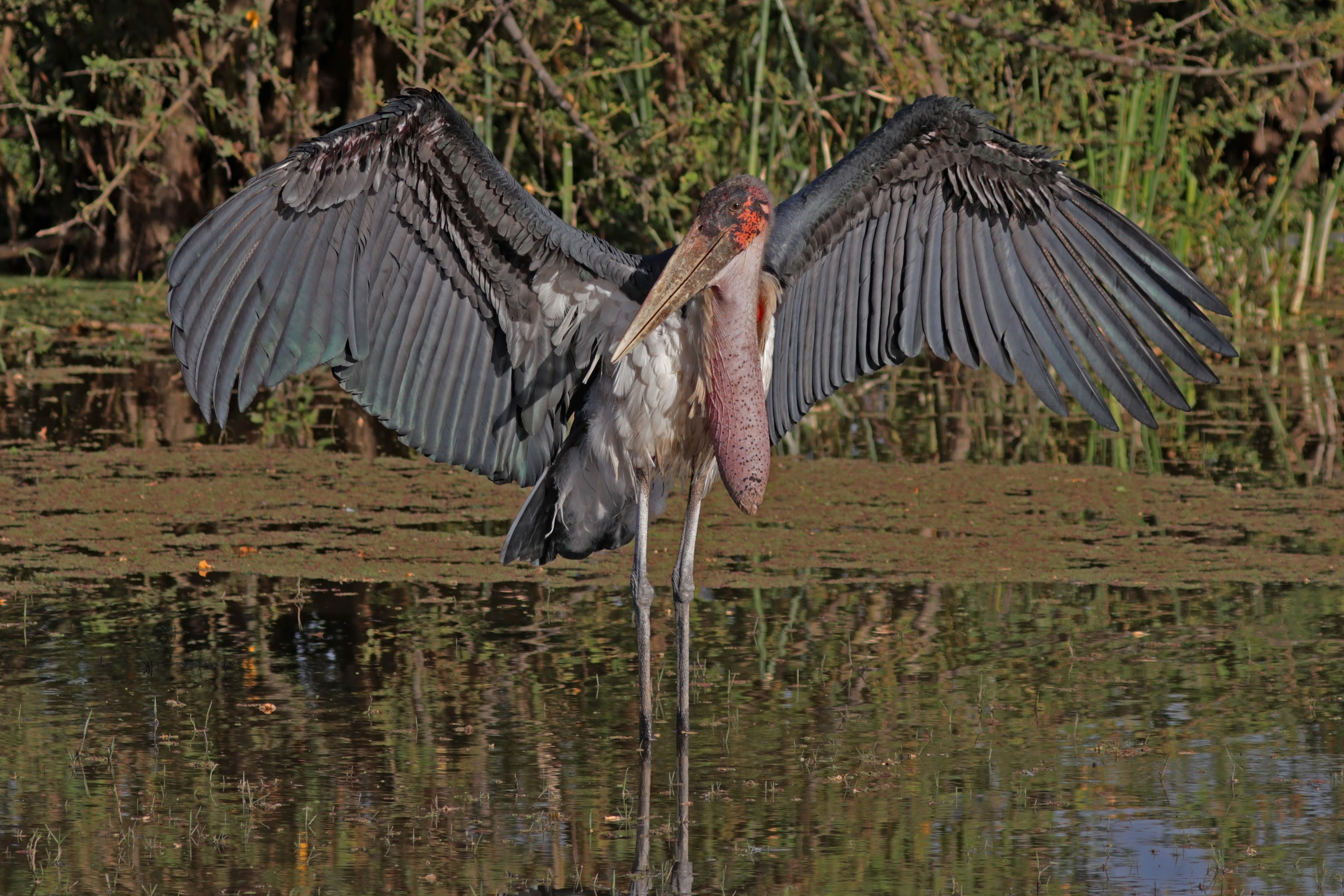
埃塞俄比亚
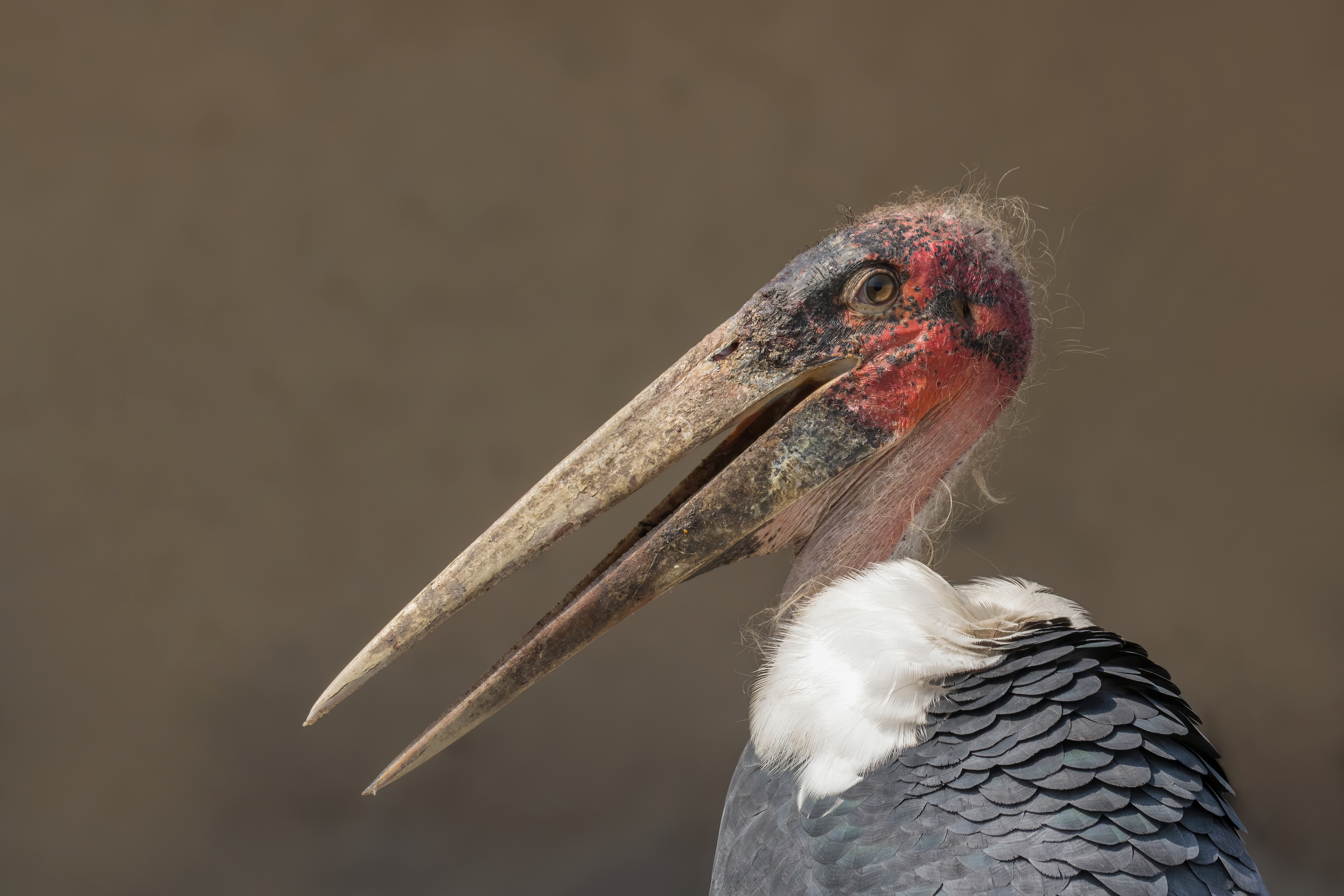
乌干达 伊丽莎白女王国家公园
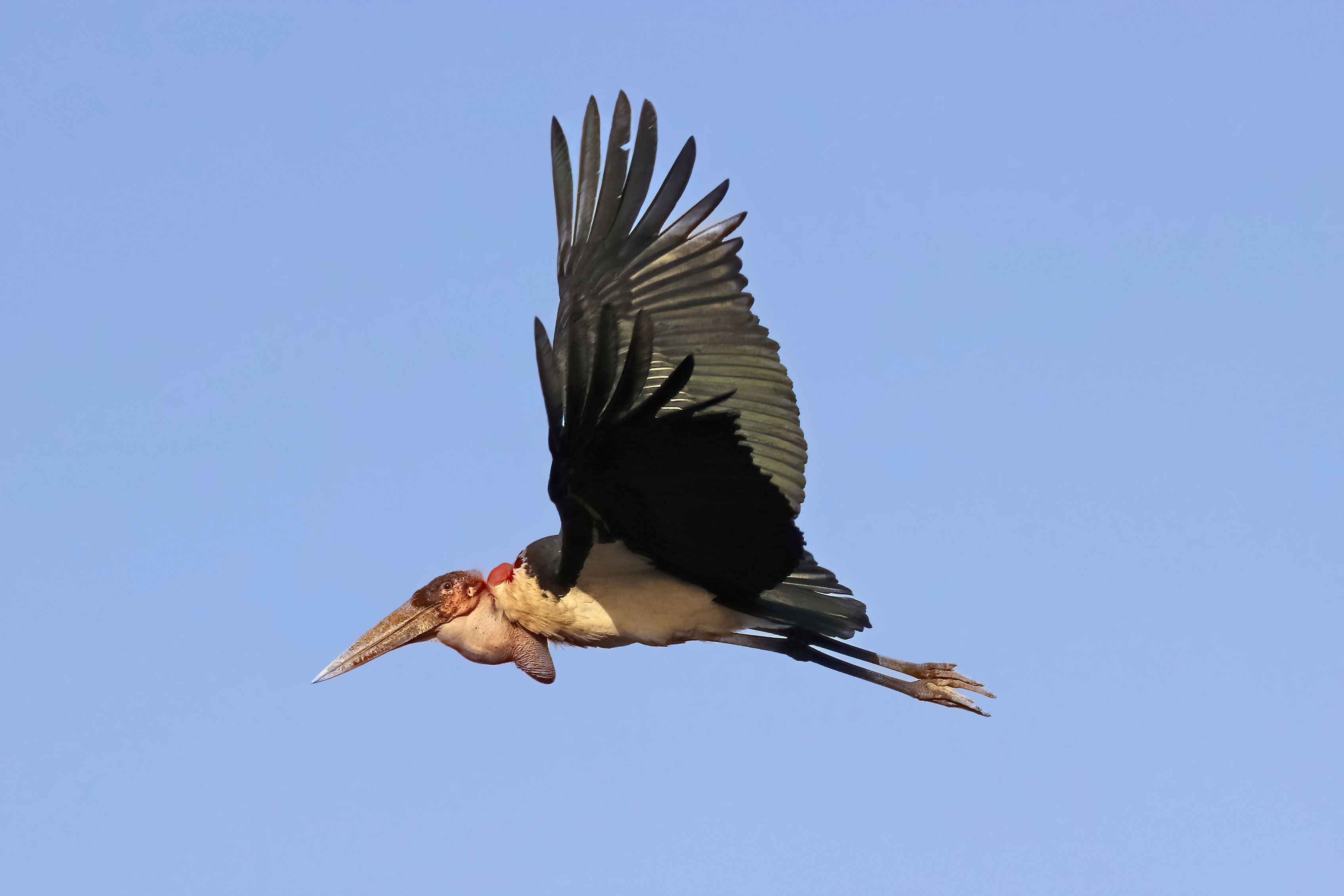
埃塞俄比亚
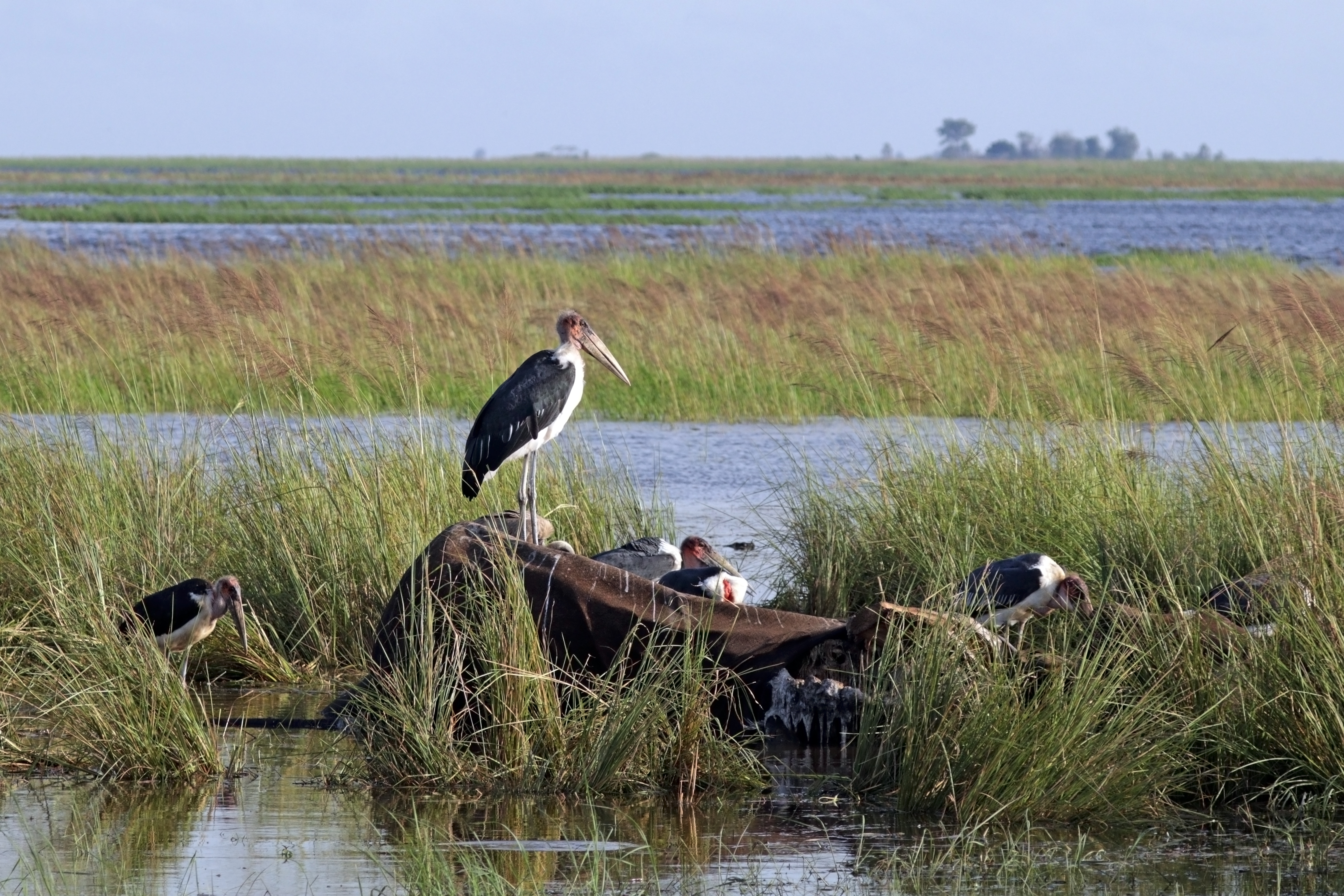
以大象尸体为食

## 外部連結
- Marabou Stork Fact Sheet, from Smithsonian National Zoological Park